# Wereldkampioenschappen veldrijden 2006

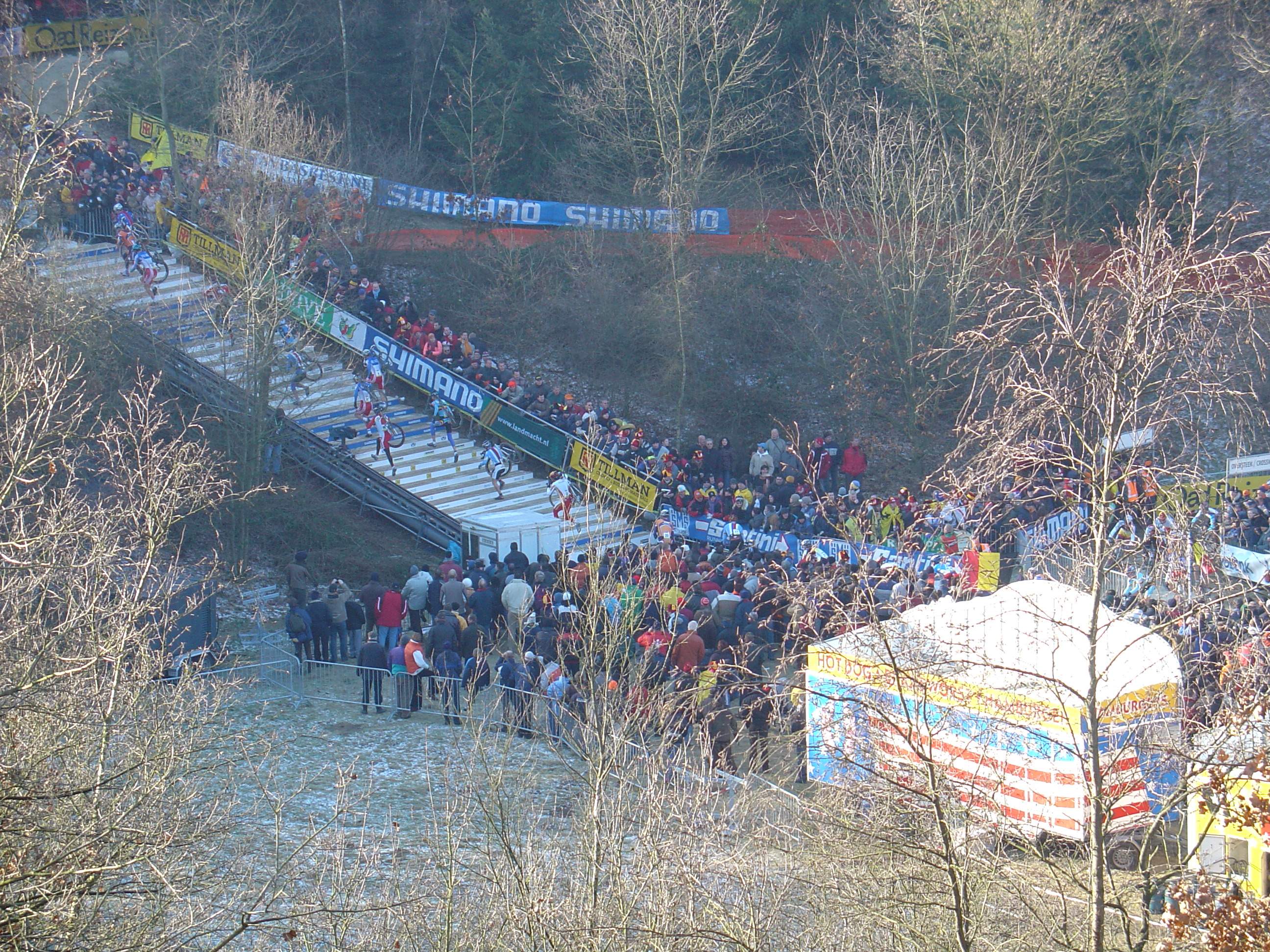
Coureurs bij de elite rennen de trap op met hun fiets.

De wereldkampioenschappen veldrijden 2006 werden gehouden in het weekend van 28 en 29 januari in Zeddam op een ijzig parcours.

## Wedstrijdverloop
Op de eerste dag waren het de beloften en de junioren die aan de slag mochten. Bij de beloften was Lars Boom de grote favoriet samen met Niels Albert. Samen met verdedigend kampioen uit 2005 Zdeněk Štybar maakten zij de wedstrijd. In de laatste ronden gingen de drie aan de leiding, toen Štybar viel en Albert in zijn val meenam. Lars Boom kon echter niet profiteren van de val van zijn concurrenten aangezien de weg werd geblokkeerd. Even later demarreerde Štybar en kon alleen Boom hem nog volgen. Štybar verdedigde zijn titel door Boom in de sprint te verslaan.
Bij de junioren was de titel weggelegd voor Boy van Poppel, de zoon van Jean-Paul van Poppel. Hij versloeg Róbert Gavenda en Tom Meeusen.
Bij de dames op de tweede dag was al in de eerste ronde duidelijk wie er op het podium zouden komen, alleen de volgorde was nog niet bekend. Hanka Kupfernagel, Marianne Vos en Daphny van den Brand reden weg bij de rest en namen een ruime voorsprong. Van den Brand maakte de beste indruk en reed steeds aan kop, maar materiaalpech zorgde ervoor dat ze op achterstand kwam te rijden. Kupfernagel nam het heft in handen en probeerde Vos op die manier te laten lossen. Vos liet echter niet los en plaatste op het laatste rechte eind een winnende jump en won daarmee de wereldtitel.
In een boeiende wedstrijd bij de mannen gebeurde een hoop. In het begin waren er diverse aanvallen van verscheidene renners, waaronder Bart Wellens die op die manier probeerden de favoriet Sven Nys op achterstand te rijden. Nys liet zich enkele malen verrassen maar reed telkens de gaten dicht. Enkele kilometers voor de finish ging Nys echter hard onderuit waardoor hij de strijd moest staken. Uiteindelijk bleven er drie renners over die streden om de medailles. Erwin Vervecken reed weg van zijn medekoplopers en werd niet meer achterhaald en pakte daarmee zijn tweede wereldtitel. In de sprint om de tweede plaats versloeg Bart Wellens de Fransman Francis Mourey.

## Uitslagen

### Mannen, elite
| Plaats | Renner           | Land             | Tijd    |
| ------ | ---------------- | ---------------- | ------- |
|        | Erwin Vervecken  | België           | 1.05.40 |
| Zilver | Bart Wellens     | België           | + 0.02  |
| Brons  | Francis Mourey   | Frankrijk        | + 0.02  |
| 4.     | Steve Chainel    | Frankrijk        | + 0.12  |
| 5.     | Tom Vannoppen    | België           | + 0.15  |
| 6.     | Kamil Ausbuher   | Tsjechië         | + 0.19  |
| 7.     | Enrico Franzoi   | Italië           | + 0.32  |
| 8.     | Gerben de Knegt  | Nederland        | + 0.46  |
| 9.     | Vladimír Kyzivát | Tsjechië         | + 0.49  |
| 10.    | Jonathan Page    | Verenigde Staten | + 0.50  |

### Mannen, beloften
| Plaats | Renner                | Land        | Tijd   |
| ------ | --------------------- | ----------- | ------ |
|        | Zdeněk Štybar         | Tsjechië    | 51.01  |
| Zilver | Lars Boom             | Nederland   | + 0.02 |
| Brons  | Niels Albert          | België      | + 0.02 |
| 4.     | Marco Fontana         | Italië      | + 1.03 |
| 5.     | Lukas Flückiger       | Zwitserland | + 1.08 |
| 6.     | Sebastian Langeveld   | Nederland   | + 1.25 |
| 7.     | Romain Villa          | Frankrijk   | + 1.31 |
| 8.     | Jempy Drucker         | Luxemburg   | + 1.32 |
| 9.     | Dieter Vanthourenhout | België      | + 1.37 |
| 10.    | Paul Voss             | Duitsland   | + 1.38 |

### Jongens, junioren
| Plaats | Renner                | Land             | Tijd   |
| ------ | --------------------- | ---------------- | ------ |
|        | Boy van Poppel        | Nederland        | 38.03  |
| Zilver | Róbert Gavenda        | Slowakije        | + 0.03 |
| Brons  | Tom Meeusen           | België           | + 0.09 |
| 4.     | Yannick Martinez      | Frankrijk        | + 0.14 |
| 5.     | Sascha Weber          | Duitsland        | + 0.20 |
| 6.     | David Menger          | Tsjechië         | + 0.20 |
| 7.     | Bjørn Selander        | Verenigde Staten | + 0.20 |
| 8.     | Mathias Flückiger     | Zwitserland      | + 0.37 |
| 9.     | Johim Ariesen         | Nederland        | + 0.38 |
| 10.    | Sylwester Janiszewski | Polen            | + 0.38 |

### Vrouwen
| Plaats | Renster              | Land                | Tijd   |
| ------ | -------------------- | ------------------- | ------ |
|        | Marianne Vos         | Nederland           | 39.14  |
| Zilver | Hanka Kupfernagel    | Duitsland           | + 0.00 |
| Brons  | Daphny van den Brand | Nederland           | + 0.52 |
| 4.     | Mirjam Melchers      | Nederland           | + 1.16 |
| 5.     | Helen Wyman          | Verenigd Koninkrijk | + 2.22 |
| 6.     | Maryline Salvetat    | Frankrijk           | + 2.26 |
| 7.     | Nadia Triquet-Claude | Frankrijk           | + 2.29 |
| 8.     | Birgit Hollmann      | Duitsland           | + 2.30 |
| 9.     | Ann Knapp            | Verenigde Staten    | + 2.31 |
| 10.    | Lyne Bessette        | Canada              | + 2.40 |

## Medaillespiegel
| Plaats | Land      | Goud | Zilver | Brons | Totaal |
| 1      | Nederland | 2    | 1      | 1     | 4      |
| 2      | België    | 1    | 1      | 2     | 4      |
| 3      | Tsjechië  | 1    | 0      | 0     | 1      |
| 4      | Duitsland | 0    | 1      | 0     | 1      |
| 4      | Slowakije | 0    | 1      | 0     | 1      |
| 5      | Frankrijk | 0    | 0      | 1     | 1      |
| Totaal | Totaal    | 4    | 4      | 4     | 12     |

Kampioenschappen:  Wereldkampioenschappen · 
 Europese kampioenschappen · 
 Belgische kampioenschappen · 
 Nederlandse kampioenschappen
Klassementen:  Wereldbeker · 
 Superprestige · 
 GvA Trofee · 
 Budvar Cup · 
 Challenge national
1950 · 
1951 · 
1952 · 
1953 · 
1954 · 
1955 · 
1956 · 
1957 · 
1958 · 
1959 · 
1960 · 
1961 · 
1962 · 
1963 · 
1964 · 
1965 · 
1966 · 
1967 · 
1968 · 
1969 · 
1970 · 
1971 · 
1972 · 
1973 · 
1974 · 
1975 · 
1976 · 
1977 · 
1978 · 
1979 · 
1980 · 
1981 · 
1982 · 
1983 · 
1984 · 
1985 · 
1986 · 
1987 · 
1988 · 
1989 · 
1990 · 
1991 · 
1992 · 
1993 · 
1994 · 
1995 · 
1996 · 
1997 · 
1998 · 
1999 · 
2000 · 
2001 · 
2002 · 
2003 · 
2004 · 
2005 · 
2006 · 
2007 · 
2008 · 
2009 · 
2010 · 
2011 · 
2012 · 
2013 · 
2014 · 
2015 · 
2016 · 
2017 · 
2018 · 
2019 ·
2020 ·
2021 ·
2022 ·
2023 ·
2024 ·
2025

Categorieën

Mannen elite · 
vrouwen elite · 
mannen beloften · 
vrouwen beloften · 
jongens junioren · 
meisjes junioren · 
gemengde estafette

Voormalig:
mannen amateurs